# Église Santa Maria della Vita

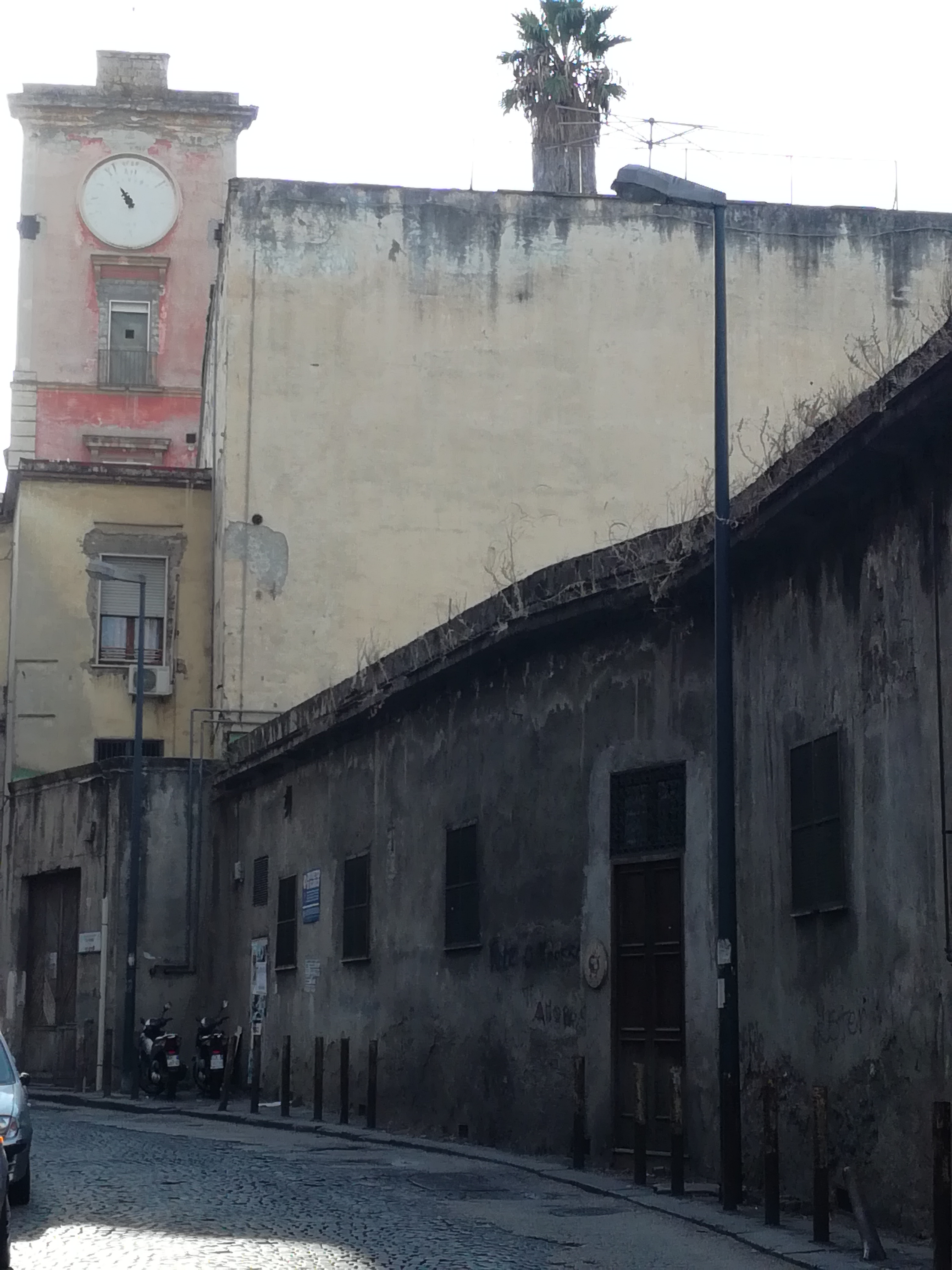
Vue de la tour de l'horloge de Santa Maria della Vita.

L'église Santa Maria della Vita (Sainte-Marie-de-la-Vie) est une église désaffectée du centre historique de Naples du XVIe siècle qui fait partie de l'ancien couvent carme homonyme situé via della Sanità.

## Histoire
En 1577, le frère carme Andrea Vaccaro bâtit une église avec d'autres confrères sur un terrain donné par Ottaviano Suardo, où se trouvait autrefois une église paléochrétienne souterraine consacrée à saint Vit. L'historien du XVIIe siècle Cesare d'Engenio Caracciolo affirme que le vocable Santa Maria della Vita dérive du fait que la vie dans cette zone impliquait pour les frères des dépenses plus élevées, toutefois l'opinion plus générale, citée par Caracciolo, admet que ce vocable dérive du saint titulaire de la première église.
L'édifice possède ses caractéristiques propres dans ce quartier nouvellement urbanisé au début du XVIIe siècle. Il est modernisé à la fin du siècle et consolidé à cause des infiltrations d'eau. Le couvent achète d'autres terrains pour s'agrandir. Ensuite le transept et l'abside sont érigés et les chapelles, réduites. 
Au XVIIIe siècle, le couvent est rénové par Giovan Battista Nauclerio et Giuseppe Scarola. Le fils cadet d'Arcangelo Guglielmelli, Gaetano, y entre au début du XVIIIe siècle. En décembre 1806, pendant la décennie française, le couvent est confisqué par les nouvelles autorités napoléoniennes et cédé en 1807 à un certain Jean Poulard-Prad qui en fait une fabrique de porcelaine. L'église elle-même est attribuée à une fabrique de chandelles de suif.
La fabrique de porcelaine ferme en 1834 et le couvent est racheté par l'État (le royaume de Naples est alors gouverné par la dynastie des Bourbons-Siciles) qui y ouvre un hôpital. En 1836, sa gestion est confiée à l'Albergo dei Poveri qui l'assigne au soin des malades du choléra. L'ancien couvent restauré garde cette fonction hospitalière, même après la fin de l'épidémie; il est destiné aux femmes et géré par les sœurs de la Charité. Dans les années suivant la fin de la Seconde Guerre mondiale, il est appelé hôpital Saint-Camille (ospedale San Camillo). Dans les années 1990, l'hôpital ferme pour laisser la place à un centre de soins pour les toxicodépendants.
L'église est restaurée au XIXe siècle; elle ferme ensuite puis rouvre après travaux en 1930. Elle ferme de nouveau en 1969.

## L'église
L'église est le fruit des plans de Nauclerio et Scarola au XVIIIe siècle; sa décoration intérieure est caractérisée par des marbres et des stucs.
La façade est incluse à l'intérieur du mur de clôture et n'est donc pas visible de la rue.
L'intérieur s'inscrit dans une croix latine, avec trois chapelles par côté; la voûte est nervurée, les couvertures des chapelles sont en maçonnerie et la coupole est en appui sur des soutiens extérieurs.
D'un point de vue artistique l'église possède un pavement de majolique du XVIIIe siècle. Le maître-autel baroque est en marbre opus sectile; il est en hauteur par rapport à la nef. Il y avait autrefois des tableaux de Luca Giordano.
L'église a été vandalisée et cambriolée plusieurs fois et l'autel a été privé de certaines parties en marbre.

## Le couvent
Le couvent est bâti en 1577 en même temps que l'église et a été remanié à maintes reprises notamment au XVIIe siècle et au XVIIIe siècle et restauré en 1836.
Le couvent est de plan carré avec des décorations en piperno, en stuc avec un pavement de céramique. Les corps de bâtiment s'élèvent sur trois étages avec des balcons en piperno. Au centre de l'édifice se trouve un cloître de sept arcades sur six qui clôturent un petit jardin, élevées sur des piliers en maçonnerie sans aucun ornement.

## La tour de l'horloge
La tour est positionnée au sud-ouest du cloître. Elle a été érigée en 1629 et refaite juste avant l'année 1680. Elle comporte cinq étages sur un plan rectangulaire et présente des corniches décoratives, des fenêtres surmontées de tympans et au dernier étage, où se trouve l'horloge, des lésènes d'angle. Le sommet est couronné d'un petit campanile.
Actuellement, la tour est dans un mauvais état de conservation due à l'incurie, ses stucs et ses corniches, ainsi que ses ornements menacent de tomber.

## Les catacombes
Les catacombes de saint Vit se trouvent sous la structure, comme le rappelle le chanoine Carlo Celano (it), historien d'art du XVIIe siècle; mais l'on en a perdu la trace et les tentatives de les retrouver sont restées vaines à ce jour.

## Source de la traduction
- (it) Cet article est partiellement ou en totalité issu de l’article de Wikipédia en italien intitulé « Chiesa di Santa Maria della Vita » (voir la liste des auteurs).